# Obersontheim

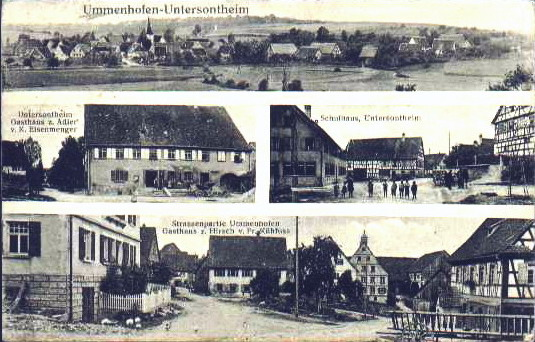
Dzielnice Ummenhofen i Untersontheim w 1920

Obersontheim – miejscowość i gmina w Niemczech, w kraju związkowym Badenia-Wirtembergia, w rejencji Stuttgart, w regionie Heilbronn-Franken, w powiecie Schwäbisch Hall, siedziba związku gmin Oberes Bühlertal. Leży nad rzeką Bühler, ok. 12 km na wschód od Schwäbisch Hall.